# SKY (Coming Century)
「SKY」（スカイ）は、1997年9月10日に発売されたComing Centuryの第1弾オフショットビデオ。
2000年9月27日に同ビデオのDVD版が発売された。

## 内容
V6の年少グループComing Centuryの初のソロビデオ。
Coming Centuryのオーストラリアで撮り下ろされたオフショット映像が入っている。
また、新曲「EVERY DAY」のPVが収録されている（CDとしては、2002年12月11日に発売された『Best of Coming Century 〜Together〜』に収録）。
初回版には3人の顔を型取ったコイン『3Dプリントメダル』が封入されていた（20th Centuryは、『ROAD』に封入）。
また『SKY』と『ROAD』を同時購入し、それぞれに封入されている応募券を2枚集めて応募すると、『WAになっておどろう』の未発表バージョン3曲が収録された特典CDシングルがプレゼントされた。

## 収録楽曲
1. スキさ すっきゃねん
2. Theme of Coming Century
3. 大丈夫
4. LOOKIN'FOR MY DREAM
5. EVERY DAY
作詞/作曲/編曲：永岡昌憲
6. STAY GOLD

## 関連
- 「ROAD」…同じ日に発売された20th Centuryのアルバム。
- 「? -question-」…1998年9月30日に発売されたComing Centuryの第2弾オフショットビデオ。